# Velika rimska sinagoga
Velika rimska sinagoga (italijansko Tempio Maggiore di Roma) je največja sinagoga v Rimu.
Sinagoga je bila zgrajena med letoma 1901 in 1904 na podlagi načrtov arhitektov Coste in Armannija na bregu reke Tibere.
Leta 1982 je Palestinska osvobodilna organizacija izvedla teroristični napad na sinagogo. 13. aprila 1986 je papež Janez Pavel II. kot prvi papež vstopil in molil v sinagogi.
Danes se v stavbi poleg molilnih prostorov nahajajo še prostori Rimske judovske skupnosti (la Comunità Ebraica di Roma), sedež glavnega rimskega rabina in Judovski muzej v Rimu. 